# Ширшков, Игорь Александрович
Ширшков Игорь Александрович (род. 24 марта 1962, Улан-Удэ) — российский художник, архитектор.

## Биография
Родился 24 марта 1962 года в г. Улан-Удэ. Окончил архитектурный факультет Иркутского политехнического института (Иркутский национальный исследовательский технический университет с 2015 г.). С 1986 года участвует в творческих выставках, акциях, проектах.
Член Региональной общественной организации Московский Союз художников, секция плакат. (Сайт МСХ)
Член Региональной творческой общественной организации Санкт-Петербургский Союз художников. (Сайт СПСХ)
2006 г. — кандидатская диссертация по теме «Принципы формирования художественно-пластического языка К.Малевича как знаковой системы в контексте культуры XX века.»
2011 г. — профессор кафедры дизайна Российской Государственной Специализированной Академии Искусств.
2015 г. — монография « Вопросы композиции в изобразительной системе».
Участник многочисленных выставок в России и за рубежом.

## Основные персональные выставки
1993 г. — Галерея «Рандеву», Страсбург, Франция
1993 г. — Галерея Академии министерства Германии, Карлсруэ, Германия
1994 г. — Галерея Академии министерства Германии, Карлсруэ, Германия
1997 г. — Галерея Иркутского отделения Союза Художников России «Мастерская — 5», проект — «Алфавит», Иркутск
1998 г. — Выставочный зал Иркутского Областного Художественного Музея, Иркутск
2001 г. — Выставочный зал Центрального Дома Художников. «Геометрический букет», Москва
2001 г. — Муниципальная галерея г. Москвы «А-3». Проект — «Погружение в слово», Москва
2002 г. — Выставочный зал Центрального Дома Художников. «Брюссель, Люксембург, Париж», Москва
2002 г. — Галерея «Старый город», проект «Эволюция», Новосибирск
2004 г. — Иркутский Областной художественный музей, «Ночной цветок», Иркутск
2004 г. — Центральный Дом Художников, «Погружение в книгу», Москва
2005 г. — Школа драматического искусства (Театр Васильева), Москва
2006 г. — Галерея XX век" в «Pai Chai University», Дейджен. Республика Корея
2007 г. — Музейный центр на Стрелке. Проект «Концентрация», в рамках 7 Новосибирской музейной биенале Красноярск
2009 г. — Галерея «Винсент». Проект «Клинч» совместно с Сергеем Брюхановым, Москва
2012 г. — Галерея ВХУТЕМАС. Проект «Движение Белого», Москва
2013 г. — Музей нонконформистского искусства. Проект «Движение Белого», Санкт-Петербург
2016 г. — Центр искусств г. Либревиль, Габон. В рамках проекта «Русские сезоны», подготовленного русским посольством в Габоне
2016 г. — Галерея города Кралево. «Живопись и графика Игоря Ширшкова», Кралево. Сербия
2016 г. — Галерея «Буше Якшича». «Живопись и графика Игоря Ширшкова», Белград. Сербия
2017 г. — Новый музей. Проект Архитектурный абстракционизм", Санкт-Петербург.
2018 г. — Галерея VS Unio, «Движение пространств», Москва.
2019 г. — Иркутский Областной Художественный Музей. «Сказки забытого раввина», Иркутск.

## Основные музеи, галереи и коллекции, в которых хранятся работы
- Государственный Русский музей. Отдел новейших течений. Санкт-Петербург
- Государственный центр современного искусства (ГЦСИ).  Москва
- Московский музей современного искусства (МОММА). Москва
- Новый музей (Санкт-Петербург).
- Музей нонконформистского искусства. Санкт-Петербург
- Иркутский областной художественный музей
- Новый Иерусалим (музей). Истра
- Музейный центр «Площадь Мира»(«музей на Стрелке», «КИЦ»)
- Тюменский Областной художественны музей
- Государственный художественный музей Ханты-Мансийского округа.
- Музей современного искусства Габона. Либревиль
- Национальный музей города Кралево. Сербия
- Краснодарский областной художественный музей

## Сайты
Сайт Игоря Ширшкова

## Труды
- Ширшков Игорь Александрович (1962-).Кандидатская диссертация. Принципы формирования художественно-пластического языка К. Малевича как знаковой системы в контексте культуры XX в. : автореферат дис. ... кандидата искусствоведения : 17.00.04 / Моск. гос. худож.-пром. ун-т им. С.Г. Строганова. - Москва, 2006. - 18 с.
- Ширшков И.А. Монография. Вопросы композиции в изобразительной системе. М., Буки-Веди, 2017г.
- Статья «Структурность белого».